# Phryganomastax lagosi
Phryganomastax lagosi is een rechtvleugelig insect uit de familie Eumastacidae. De wetenschappelijke naam van deze soort is voor het eerst geldig gepubliceerd in 1971 door Descamps.